# Leela's Homeworld
«Leela's Homeworld» (укр. «Рідний світ Ліли») — друга серія четвертого сезону анімаційного серіалу «Футурама», що вийшла в ефір у Північній Америці 17 лютого 2002 року.
Авторка сценарію: Крістін Ґор.
Режисер: Марк Ервін.
Прем'єра в Україні відбулася 2 вересня 2007 року.

## Сюжет
Серія починається з оголошення професора Фарнсворта про те, що Коржопільський сиротонаріум визнав Лілу «Сиротою Року». Побіжно професор демонструє команді «Міжпланетного експреса» свій новий винахід — велику складну машину, яка виробляє фосфоресцентні носи. Недолік машини полягає в тому, що внаслідок її роботи утворюється велика кількість токсичних відходів. Опинившись перед дилемою — дати хабар Гермесу чи доручити утилізацію відходів Бендерові — професор обирає друге. Недовго вагаючись, Бендер просто зливає відходи у каналізацію.
На церемонії нагородження у сиротонаріумі, директор оповідає історію знайдення Ліли. Її було залишено коло дверей у кошику разом із запискою інопланетянською мовою і загадковим браслетом. Повернувшись до «Міжпланетного експреса», Ліла раптово втрачає контроль над своїми почуттями та заходиться плачем, побиваючись через те, що ніколи не знала батьків. Співчутливий Фрай
виводить її на прогулянку. Сидячи на набережній, Ліла замріяно роздивляється зоряне небо, гадаючи з якого із далеких світів могли прибути її батьки. Раптово камера панорамує вниз, і глядач бачить двійко однооких мутантів, що визирають із каналізаційного люка.
Тим часом Бендер відкриває власну службу з утилізації відходів (які він продовжує зливати в каналізацію). Це розлючує мутантів, і ті здійснюють рейд на поверхню, захопивши Фрая, Бендера і Лілу в заручники. Мутанти показують друзям підземне озеро, забруднення якого токсичними відходами перевищило всі можливі межі, та виголошують свій вирок: їх буде занурено у воду озера, що змінить їхню ДНК, перетворивши їх на мутантів. Бендера, який зустрічає це повідомлення безтурботно — адже він не має ДНК — обіцяють відлупцювати пізніше.
За мить до страти двоє мутантів, чиї обличчя сховані під каптурами плащів, гукають Лілу на ім'я і рятують друзів, повернувши вбік стрілу крана, що мав опустити їх у воду. Натовп мутантів, на яких не діють токсичні відходи, пірнає в озеро і пливе до друзів. Фрай, Ліла і Бендер тікають і ховаються в одному з будинків, де вони знаходять колекцію газетних вирізок і різноманітних речей, пов'язаних із Лілою — своєрідний музей. Натовп знов хапає їх, але пара в каптурах у невідомий спосіб переконує їх замінити страту на вічне вигнання друзів із каналізації. На велетенській повітряній кулі їх відправляють на поверхню. Фрай і Бендер вибираються через люк, але Ліла, яка розуміє, що загадкова пара мутантів має щось знати про її походження, відчайдушно стрибає в озеро. Вийшовши на берег, вона бачить, що токсичні води не вплинули на неї, й вона не змінилася.
Фрай вирушає до сиротонаріуму, щоби спробувати з'ясувати таємницю походження Ліли. Директор дає йому записку, з якою Лілу було підкинуто під двері закладу. Професор піддає записку аналізу (за допомогою тієї самої машини, що виробляє штучні носи). Поки аналіз триває, глядач бачить сцену з минулого, з якої дізнається, що Ліла насправді є мутанткою, втім її мутація є дуже незначною — обмежена одноокістю. Її батьки, зрозумівши, що дівчинку можна видати за інопланетянку, вирішили залишити на ґанку сиротонаріуму разом із запискою інопланетянською мовою (її склала мати, яка має ступінь доктора мутанолінгвістики). Зробивши це, батьки заприсяглися, що радше помруть, ніж їхня дочка дізнається «ганебну» правду.
Тим часом озброєна Ліла переслідує двох мутантів у каптурах по всій каналізації, доки не потрапляє до їхнього дому — того самого будинку, де зібрано «музей Ліли». Думаючи, що ці двоє вбили її батьків і зробили її сиротою, Ліла наводить на них лазерний пістолет, погрожуючи застрелити. Пара мутантів покірно погоджується, що «так буде найкраще». Раптово згори крізь стелю падає Фрай, який зупиняє Лілу. Він знімає з таємничої пари каптури, під якими виявляються одноокі мутанти — чоловік і жінка середнього віку. Ліла зі слізьми обіймає своїх нарешті знайдених батьків. Серія закінчується монтажною сценою, в якій глядач бачить, як мати з батьком непомітно піклувалися про Лілу протягом всього її життя.

## Послідовність дії
- Ця серія є однією з ключових у серіалі, оскільки в ній нарешті розкривається таємниця походження Ліли. До подій цієї серії Ліла була впевнена у своєму інопланетному походженні (див., зокрема, серію «A Bicyclops Built for Two»). Розкриття істини було, втім, передбачено значно раніше: батьки Ліли епізодично з'являлися серед натовпу мутантів у серії «I Second That Emotion».
- Серед колекції газетних вирізок, присвячених Лілі, є стаття про порятунок Землі від гігантської кулі сміття (див. «A Big Piece of Garbage»).
- Попри те, що Коржопільський сиротонаріум було перейменовано на честь Бендера в серії «The Cyber House Rules», у цій серії він фігурує під початковою назвою.

## Виробництво
Образ Ліли та його історія були замислені Метом Ґрейнінґом і Девідом Коеном ще задовго до того, як ідея серіалу була запропонована каналу «FOX». Оскільки від самого початку було заплановано, що Ліла виявиться не інопланетянкою, до серії «I Second That Emotion» було включено кадр із батьками. В цій серії батько Морріс мав звичайний людський рот, а мати Мунда — звичайні людські руки. Пізніше зовнішність персонажів зазнала істотних змін, з метою надати їм більш «мутованого вигляду». Багато суперечок точилося серед авторів серіалу стосовно того, чи варто повідомити глядачеві правду про походження Ліли до того, як вона сама про це дізнається, чи це натомість має стати сюрпризом для глядача. Остаточне рішення базувалося на тому, що попередня обізнаність глядача дасть ґрунт для більшого числа жартів.

## Визнання
Поряд із «Jurassic Bark» та «The Luck of the Fryrish», ця серія називається однією з найбільш емоційних і найулюбленіших прихильниками серіалу. У 2006 році у списку найкращих 25-ти серій «Футурами» на сайті «IGN.com» ця серія посіла 23 місце. [Архівовано 9 січня 2015 у Wayback Machine.]

## Пародії, алюзії, цікаві факти
- Повітряну кулю, на якій Фрай, Ліла і Бендер підіймаються на поверхню з каналізації, зшито із частин фігур персонажів кількох популярних анімаційних серіалів: пса Андердоґа, Барта Сімпсона, лося Бульвінкля і господаря кота Ґарфілда.
- Зауваження професора Фарнсворта щодо того, що розшифровка записки, яка була в кошику Ліли, може зайняти одну годину, а може — мільйон років, стосується до проблеми зупинки у теорії обчислюваності.
- Стіна, на якій батьки Ліли ведуть хроніку її життя, є алюзією на фільм «Бути Джоном Малковичем».